# Tacloban
Tacloban, englisch Tacloban City (Wáray-Wáray: Syudad han Tacloban), ist das Zentrum und die einwohnerreichste Stadt des Bezirks Eastern Visayas auf den Philippinen. Sie ist zudem die Hauptstadt der Provinz Leyte.
In Tacloban konzentrieren sich der Handel, Tourismus, Bildung, Kultur und die Politik der gesamten Region. Die Stadt trägt nebenbei den Spitznamen: „The Beauty City by the bay“ (dt: die schöne Stadt an der Bucht). Sie ist eine der wenigen Städte der ersten Einkommenskategorie auf den Philippinen und wird seit 18. Dezember 2008 als eine hoch urbanisierte Stadt ausgewiesen.
Am 8. November 2013 zerstörte der Taifun Haiyan nahezu die gesamte Stadt.
Seit dem 1. Juli 2019 ist Alfred Romualdez erneut der gewählte Bürgermeister von Tacloban.

## Namensherkunft
Tacloban war ursprünglich unter dem Namen Kankabatok bekannt. Zu der Änderung ihrer Bezeichnung gibt es folgende Theorie:
Kankabatok war der bevorzugte Schlupfwinkel der Fischer. Sie verwendeten Bambusfallen, die sie Taklub nannten, um damit Krabben, Garnelen oder Fische zu fangen. Wenn man sie fragte, wohin sie gingen, antworteten die Fischer: (zum) Tarakluban, womit sie den Platz meinten, an dem sie das Fanggeräte zum Einsatz brachten. Es ist wahrscheinlich, dass sich aus dem Begriff Tarakluban die heutige Bezeichnung der Stadt entwickelte.

## Geographie
Die Stadt liegt an der Bucht von Cancabato im Nordosten der Insel Leyte. Die Bucht ist ein Teil der San-Pedro-Bucht und damit der Eingang der San-Juanico-Straße, die Leyte von ihrer Nachbarinsel Samar trennt. Das Stadtgebiet ist umgeben von der Gemeinde Babatngon im Norden, von San Miguel und Alangalang im Westen, von Santa Fe im Südwesten und von Palo im Süden.
Die Topografie von Tacloban wird teils durch Berg- und Hügelzüge, teils durch weite Ebenen bestimmt. Die Bergregionen ziehen sich vom Nordosten des Stadtgebietes über das östliche und westliche Samar und schützen die Stadt vor den nordöstlichen Monsunwinden. Ein Teil der Stadt weist dabei eine halbinselförmige Geografie auf.
Die Stadt hat eine Gesamtfläche von 1.009 km² und liegt im Mittel 3,05 m über dem Meeresspiegel.

## Sprache und Religion
Die Hauptsprache in Tacloban ist Wáray-Wáray und wird hier offiziell als Lineyte-Samarnon („Leyte-Samarnon“) bezeichnet. Daneben sind auch die Sprachen Tagalog, Englisch und teilweise Cebuano im Stadtgebiet verbreitet.
Im ersten Jahrhundert der spanischen Herrschaft war dieser Ort eine typische Kolonialgemeinschaft. Die meisten der Bewohner gehörten entweder rein spanischen Familien an oder waren Teil einer neuen Generation spanisch-philippinischen Blutes. Heute sind die Einwohner ethnisch eine Mischung aus Chinesen, ausländischen Emigranten und einheimischen Leyteños.
Die meisten Bewohner sind Römisch-Katholisch, wobei auch die Anhänger der Aglipayan und weiterer Religionsgemeinschaften, wie die Iglesia ni Cristo, in der Stadt beheimatet sind.

## Wirtschaft

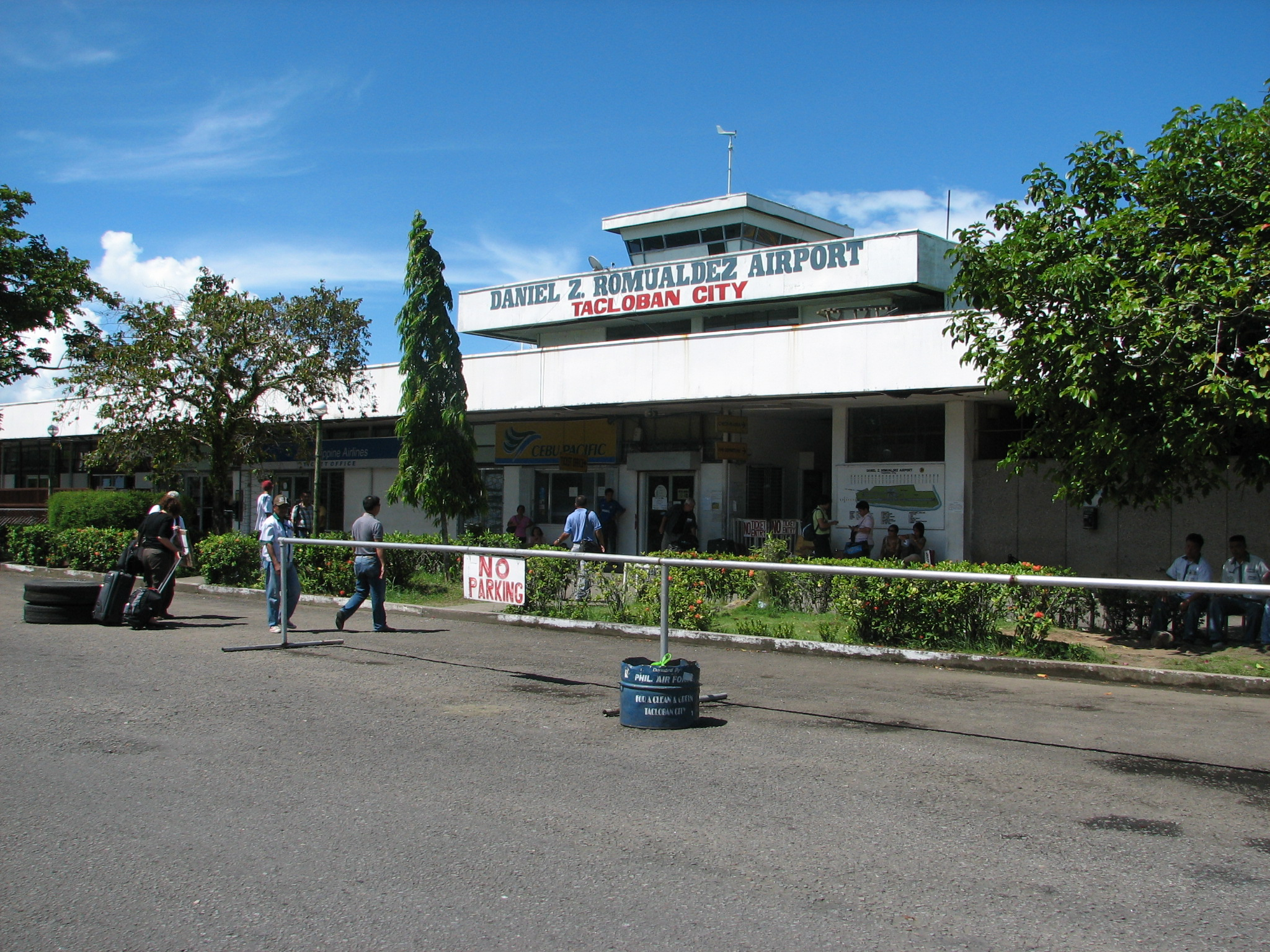
Flughafen von Tacloban

Wirtschaftlich gesehen ist Tacloban eine der am stärksten wachsenden Städte der Philippinen. Sie besitzt mit dem Daniel Z. Romualdez Airport den größten Flughafen des gesamten Bezirks und einen natürlich geschützten Hafen. Das Hauptexportprodukt dieser Gegend ist Kopra. Aber auch Reis, Kokosnuss und Abacá werden vorrangig im Stadtgebiet angebaut.
Das Geothermalkraftwerk Tongonan ist eines der nennenswertesten Investitionsprojekte der Stadt und einer der größten Erzeuger alternativer Energien im weiteren Umfeld. Tacloban ist ein Zugang zum Leyte Industrial Development Estate (Industrie-Entwicklungspark Leyte) von Isabel, in dem die Phosphate Fertilizer Plant, die größte Düngemittelfabrik in Asien, und die Philippine Associated Smelter and Refining Company, die größte Anlage des Inselstaates zur Kupferherstellung ansässig sind.

## Baranggays
Tacloban ist politisch in 138 Baranggays (Ortsteile) untergliedert.
| - Barangay 1 (Libertad) - Barangay 2 - Barangay 3 (Nula-tula) - Barangay 3-A (Nula-tula) - Barangay 4 (Libertad) - Barangay 5 - Barangay 5-A - Barangay 6 - Barangay 6-A - Barangay 7 - Barangay 8 - Barangay 8-A - Barangay 12 (Palanog Resettlement) - Barangay 13 - Barangay 14 - Barangay 15 - Barangay 16 - Barangay 17 - Barangay 18 - Barangay 19 - Barangay 20 - Barangay 21 - Barangay 21-A - Barangay 22 - Barangay 23 - Barangay 23-A - Barangay 24 - Barangay 25 - Barangay 26 - Barangay 27 - Barangay 28 - Barangay 29 - Barangay 30 - Barangay 31 - Barangay 32 - Barangay 33 - Barangay 34 | - Barangay 35 - Barangay 35-A - Barangay 36 - Barangay 36-A (Imelda Village) - Barangay 37 - Barangay 37-A - Barangay 38 - Barangay 39 - Barangay 40 - Barangay 41 - Barangay 42 - Barangay 42-A - Barangay 43 - Barangay 43-A - Barangay 43-B - Barangay 44 - Barangay 44-A - Barangay 45 - Barangay 46 - Barangay 47 - Barangay 48 - Barangay 48-A - Barangay 48-B - Barangay 49 - Barangay 50 - Barangay 50-A - Barangay 50-B - Barangay 51 - Barangay 51-A - Barangay 52 - Barangay 53 - Barangay 54 - Barangay 54-A - Barangay 55 (El Reposo) - Barangay 55-A (El Reposo) - Barangay 56 - Barangay 56-A | - Barangay 57 - Barangay 58 - Barangay 59 - Barangay 59-A - Barangay 59-B - Barangay 60 - Barangay 60-A - Barangay 61 - Barangay 62 - Barangay 62-A - Barangay 62-B - Barangay 63 - Barangay 64 - Barangay 65 - Barangay 66 - Barangay 66-A - Barangay 67 - Barangay 68 - Barangay 69 - Barangay 70 - Barangay 71 - Barangay 72 - Barangay 73 - Barangay 74 - Barangay 75 - Barangay 76 - Barangay 77 - Barangay 78 (Marasbaras) - Barangay 79 (Marasbaras) - Barangay 80 (Marasbaras) - Barangay 81 (Marasbaras) - Barangay 82 (Marasbaras) - Barangay 83 (San Jose) | - Barangay 83-A (San Jose) - Barangay 83-B - Barangay 83-C (San Jose) - Barangay 84 (San Jose) - Barangay 85 (San Jose) - Barangay 86 - Barangay 87 - Barangay 88 - Barangay 89 - Barangay 90 (San Jose) - Barangay 91 (Abucay) - Barangay 92 (Apitong) - Barangay 93 (Bagacay) - Barangay 94 (Tigbao) - Barangay 94-A (Basper) - Barangay 95 (Caibaan) - Barangay 95-A (Caibaan) - Barangay 96 (Calanipawan) - Barangay 97 (Cabalawan) - Barangay 98 (Camansinay) - Barangay 99 (Diit) - Barangay 100 (San Roque) - Barangay 101 (New Kawayan) - Barangay 102 (Old Kawayan) - Barangay 103 (Palanog) - Barangay 103-A (San Pagla-um) - Barangay 104 (Salvacion) - Barangay 105 (Suhi) - Barangay 106 (Santo Niño) - Barangay 107 (Santa Elena) - Barangay 108 (Tagapuro) - Barangay 109 (V & G Subdivision) - Barangay 109-A - Barangay 110 (Utap) |

## Geschichte

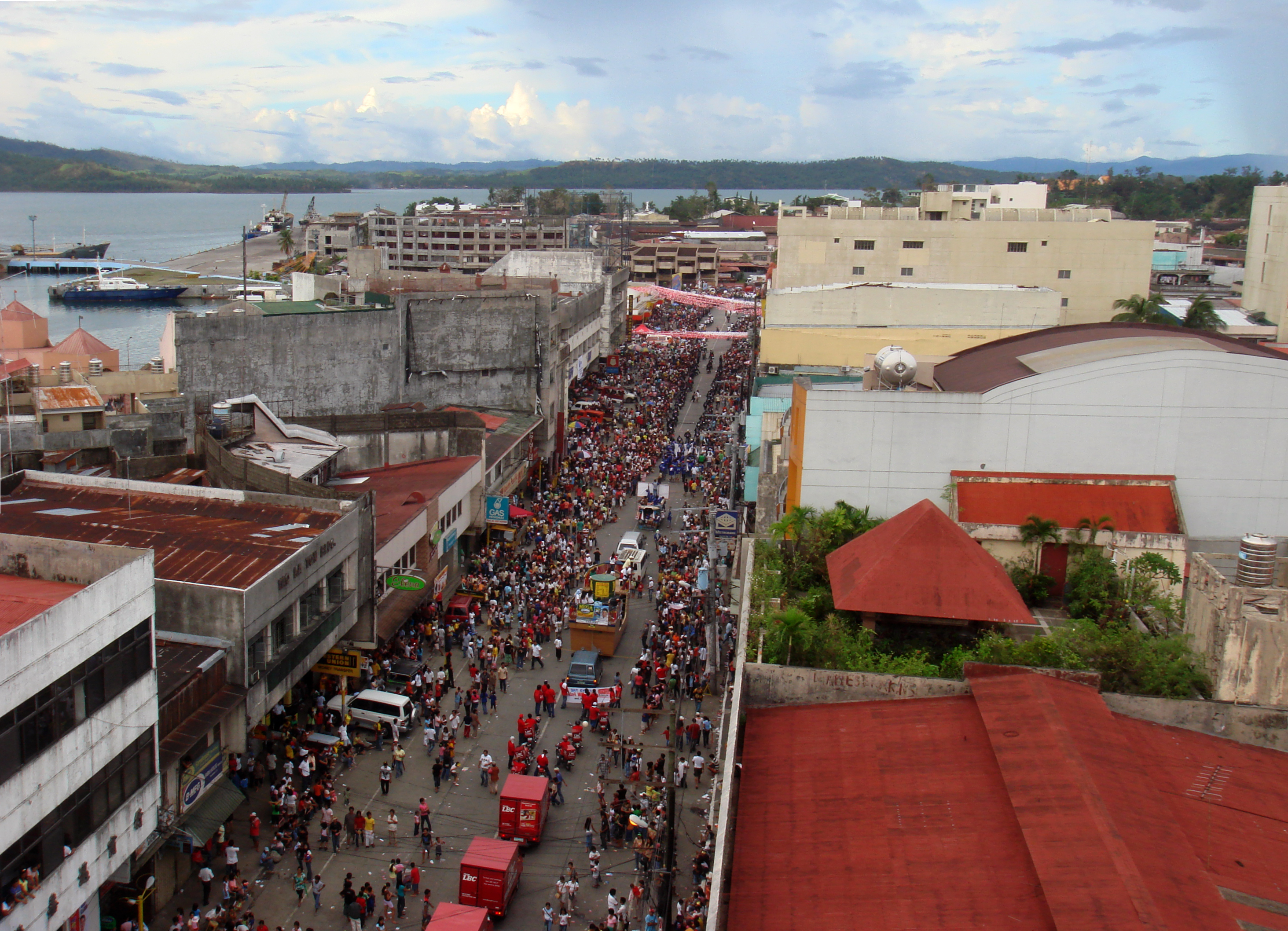
Tacloban im Jahr 2008

Tacloban war ursprünglich als Kankabatok bekannt, eine Anspielung auf die ersten Ansässigen dieses Ortes, den Kabatok. Ihre Siedlung lag in der Nähe der heutigen Sto. Niño Kirche. Später kamen Angehörige der Volksgruppen der Gumoda, der Haraging und der Huraw in dieses Gebiet und errichteten ihre eigenen Siedlungen in unmittelbarer Nähe zueinander. Die verbundenen Siedlungen bekamen den Namen ‚’Kankabatok’’, was Kabatoks Anwesen bedeutet.
Gegen Ende des 16. Jahrhunderts stand Kankabatok unter der politischen Verwaltung der Ortschaft Palo und war Teil der Kirchengemeinde von Basey auf Samar. Ab 1770 wurde der Ort von Augustinern betreut, ehe 1813 die Franziskaner deren Arbeit übernahmen. Innerhalb dieser Periode wurde Kankabatok in Tacloban umbenannt.
Es ist nicht bekannt, wann genau Tacloban zu einer eigenständig verwalteten Gemeinde wurde, da alle Aufzeichnungen während eines Taifuns verloren gegangen waren. Es wird davon ausgegangen, dass die offizielle Ernennung zu einer Gemeinde um das Jahr 1770 herum stattfand. Im Jahre 1768 wurden Leyte und Samar politisch getrennt und zu zwei eigenständigen politisch-militärischen Provinzen ernannt. Aufgrund seiner strategischen Lage entwickelte sich Tacloban schnell zu einem lebhaften Handelspunkt zwischen diesen beiden Inselprovinzen.
Der Sitz der Provinzregierung von Leyte wechselte über die Jahre von einem Ort zum nächsten, ehe er am 26. Februar 1830 der Ortschaft Tacloban zugesprochen wurde. Diese Entscheidung basierte auf folgenden Gründen:
Zum einen war der Ort aufgrund seiner geographischen Lage ein idealer Standort für einen Hafen und zum anderen besaß er eine geschützte Lage und die für diese Aufgabe angemessenen Einrichtungen.
Im Jahre 1901 wurde der amerikanische Colonel Murray als erster Militärgouverneur von Leyte eingesetzt. Seine erste Amtshandlung war die Öffnung des Hafens von Tacloban für den Welthandel. Vor dem Zweiten Weltkrieg war Tacloban das Kommerz-, Bildungs-, Sozial- und Kulturzentrum von der Insel. Kopra und Abacá wurden von hier aus in großen Mengen exportiert.
Mit der Landung der japanischen Streitkräfte am 25. Mai 1942 in Tacloban begann eine dreijährige Periode der Besatzung Leytes durch das japanische Kaiserreich. Die Japaner bauten die Stadt zu einer Festung aus und legten einige Flugfelder vor den Toren der Stadt an. Da die San Pedro Bucht ein idealer Liegeplatz für größere Boote darstellte, nutzte die Kaiserlich Japanische Marine Tacloban als einen Anlauf- und Importhafen für die Versorgungsgüter ihrer Truppen. Diese Zeit wird aufgrund der Gräueltaten und Gewalttätigkeiten, die die Japaner an den einheimischen Zivilisten ausübten, als die dunkelste Periode in der Geschichte des Ortes und des Landes angesehen. Als Reaktion darauf operierten auf Leyte verschiedenen Guerillagruppierungen, von denen die bekannteste Gruppe von Colonel Ruperto Kangleon angeführt wurde.
Leyte war die erste Station bei der Rückeroberung der Philippinen durch die amerikanischen und philippinischen Truppen. Die Streitkräfte unter dem Kommando von General Douglas MacArthur landeten am 20. Oktober 1944 an Strandabschnitten von Tacloban, Palo (White Beach und Red Beach) und des Nachbarortes Dulag (Blue Beach). Diese Landungsoperation war ein erstes Signal für den erfolgreichen Verlauf der Befreiung des Inselstaates von der japanischen Besatzung und die Erfüllung des drei Jahre zuvor gegebenen Versprechens MacArthurs: "I Shall Return." („Ich werde zurückkehren.“)
Drei Tage später, am 23. Oktober, fand eine Zeremonie im Capitol von Tacloban statt, bei der MacArthur in Begleitung von Präsident Sergio Osmeña die Stadt vorübergehend zum Sitz der Commonwealthregierung und damit bis zur vollständigen Befreiung des Landes zur Hauptstadt der Philippinen machte. Im Zuge dieser Feierlichkeiten wurden ebenfalls die Provinzregierung von Leyte und der Gemeinderat von Tacloban wiederhergestellt.
Der nächste markante Schritt in der Geschichte des Ortes markierte die Vergabe der Stadtrechte an die Gemeinde Tacloban. Am 12. Juni 1952 wurde der Ort mit dem Inkrafttreten des Republic Act Nr. 760 in den Status einer Stadt erhoben. Nach der Abspaltung der Provinz Southern Leyte am 22. Mai 1959 blieb Tacloban die Hauptstadt der Provinz Leyte, die heute noch den Großteil des Insel einnimmt.
Am 8. November 2013 wurde Tacloban vom Supertaifun Haiyan (Yolanda) fast vollständig zerstört.

## Klima
Die Temperaturen in Tacloban liegen zwischen 22 °C und 32 °C. Der Januar ist mit einer Durchschnittstemperatur von 26 °C der kühlste Monat, während der Mai mit 28,4 °C im Mittel die höchsten Wärmewerte bietet. Die Maximaltemperaturen können in diesem Monat am Nachmittag bis 31,9 °C erreichen, im Gegensatz zu den Tiefsttemperaturen von 23 °C in den Morgenstunden des Januars und Februars.
Die Niederschlagsmenge variiert zwischen 330 mm und 1.071 mm pro Monat. Der feuchteste Monat ist hierbei der Dezember, wohingegen der April die niedrigsten Regenmengen aufweist.
Die relative Luftfeuchtigkeit liegt im Monatsmittel bei 82 % im April und Mai und erreicht im Dezember Werte bis zu 87 %.

## Hochschulen
- Leyte Normal University

## Sehenswürdigkeiten
Zu den Sehenswürdigkeiten des Stadtgebietes gehören das Herrenhaus von Joseph Price, wo General MacArthur im Jahr 1944 sein Hauptquartier einrichtete und die Redoña Residenz. Beide Gebäude in Tacloban spielten eine wichtige Rolle während der Befreiung des philippinischen Archipels. Weitere Sehenswürdigkeiten sind:
- Der Family Park
- Das Leyte Capitol Building
- Die Madonna von Japan
- Die Plaza Rizal
- Die San-Juanico-Brücke über die San-Juanico-Straße nach Samar
- Die San-Juanico-Straße
- Die San Pedro Bucht
- Der Seehafen von Tacloban
- Die Sto.-Niño-Kirche
- Der Sto.-Niño-Schrein und das Kulturmuseum